# Thập niên 100
Thập niên 100 hay thập kỷ 100 chỉ đến những năm từ 100 đến 109.